# Musée d'histoire de l'armement de Rastatt

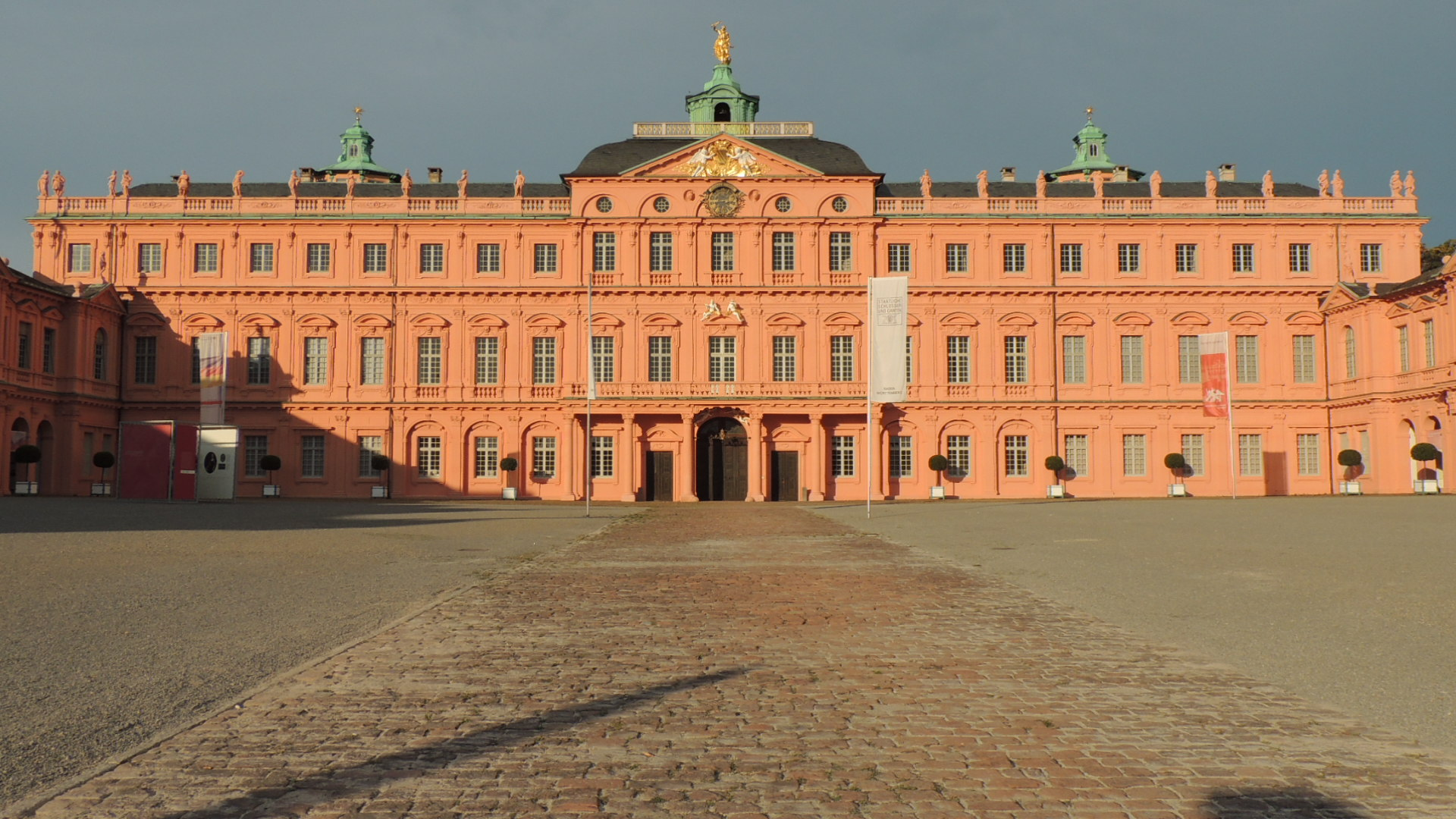
Le musée de l’armement occupe l'aile méridionale du château de Rastatt.

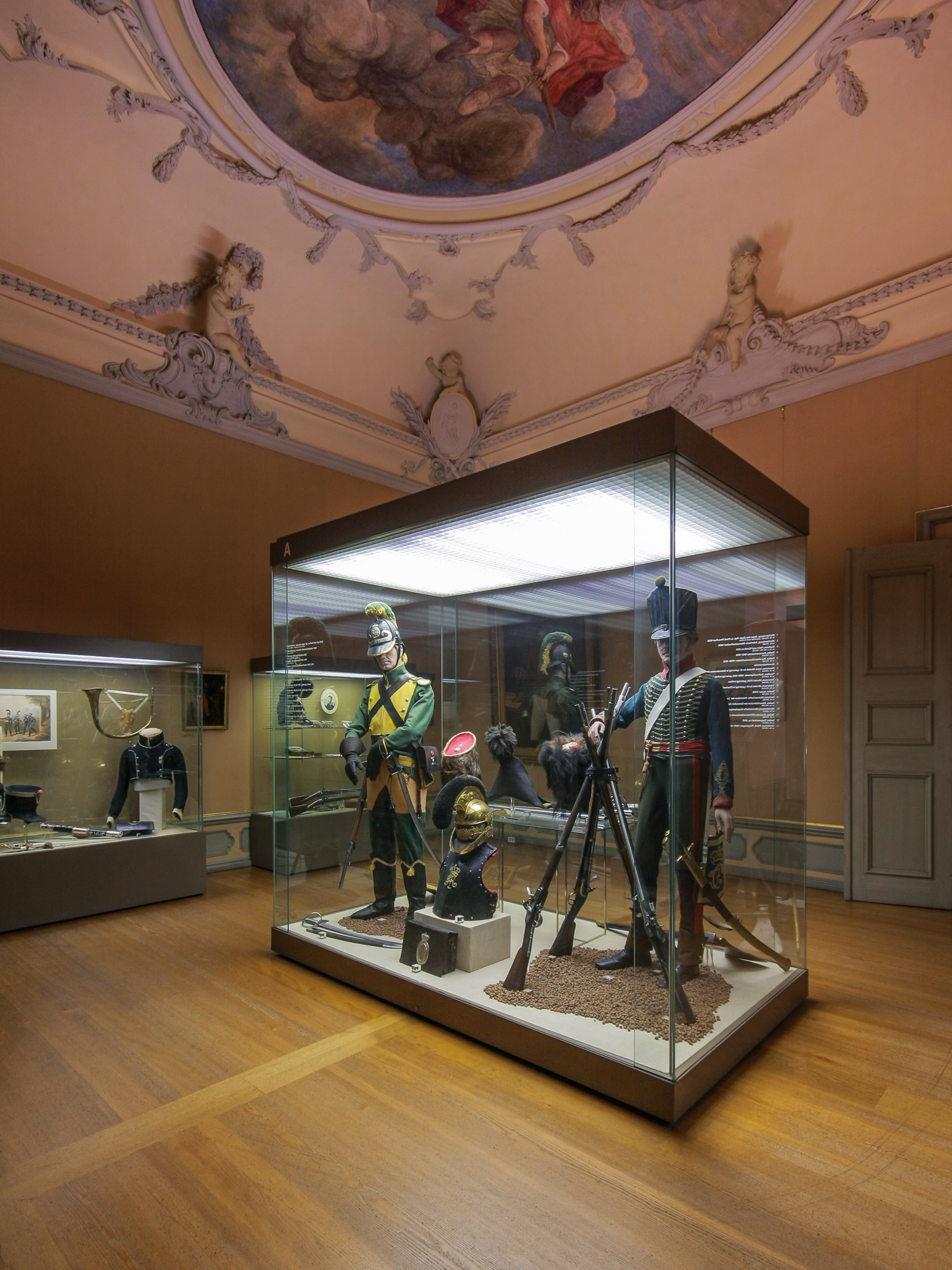
Salle des uniformes

Le musée d'histoire de l'armement de Rastatt (WGM) est consacré à l'histoire militaire allemande de la période moderne. Il occupe l'aile méridionale de la résidence princière de Rastatt.

## Expositions
Le thème central du musée est l’histoire militaire du sud-ouest de l'Allemagne (territoires du Cercle de Souabe), pour la période allant de la Renaissance au XIXe siècle. On y raconte le déroulement de la guerre de Trente Ans et des multiples conflits avec la France entre le congrès de Rastatt et les guerres napoléoniennes. Une pièce entière est consacrée à la personnalité de Louis le Turc et à son rôle dans les guerres contre l'Empire ottoman. Pour le XIXe siècle, le musée décrit les armées du royaume de Wurtemberg et du Grand-duché de Bade, d'une part sous l'angle de ses armes, fabriquées par Badische Gewehrfabrik, et d'autre part via les aspects militaires de la Révolution badoise de 1848, de l'Unité allemande et de la Première Guerre mondiale. Il ne s'agit pas d'une simple juxtaposition de dates : la muséographie s'attache à montrer les rapports entre l'armée et la société. Le musée conserve un plan-relief du fort de Rastatt et un diorama contenant 6 000 soldats de plomb.
Trois rayons sont consacrés à des aspects plus particuliers (les armes blanches, les insignes et la musique militaire) : on y montre quelques uniformes, des armures, des armes, des billets d'ordre et des plans de diverses époques. Les objets proviennent de presque toutes les régions d'Allemagne, et remontent aux XVIIIe et XIXe siècles.

## Historique
Le musée a été fondé à Karlsruhe en 1934 comme musée de l'armée de Bade (Badisches Armeemuseum), afin de regrouper les collections du musée régional de Bade et certains objets du musée des Augustins de Fribourg-en-Brisgau.
Il a emménagé en 1956 dans le château de Rastatt. Quelques objets supplémentaires, tirés du fonds de l'ex-musée des armées du Wurtemberg, sont venus l'enrichir. Au fil des années, par donations et ventes, les collections se sont agrandies. Jusqu'en 1996, le musée était administré par la Bundeswehr.
Après quatre ans de travaux, le musée a rouvert ses portes en 1999. Il est désormais géré par une société privée, sous la tutelle du Land de Bade-Wurtemberg, de la ville de Rastatt et d'une association de donateurs, où siège le Ministère fédéral de la Défense en tant que financeur du musée. Les collections, riches de près de 80 000 documents, sont majoritairement propriété du Land de Bade-Wurtemberg.

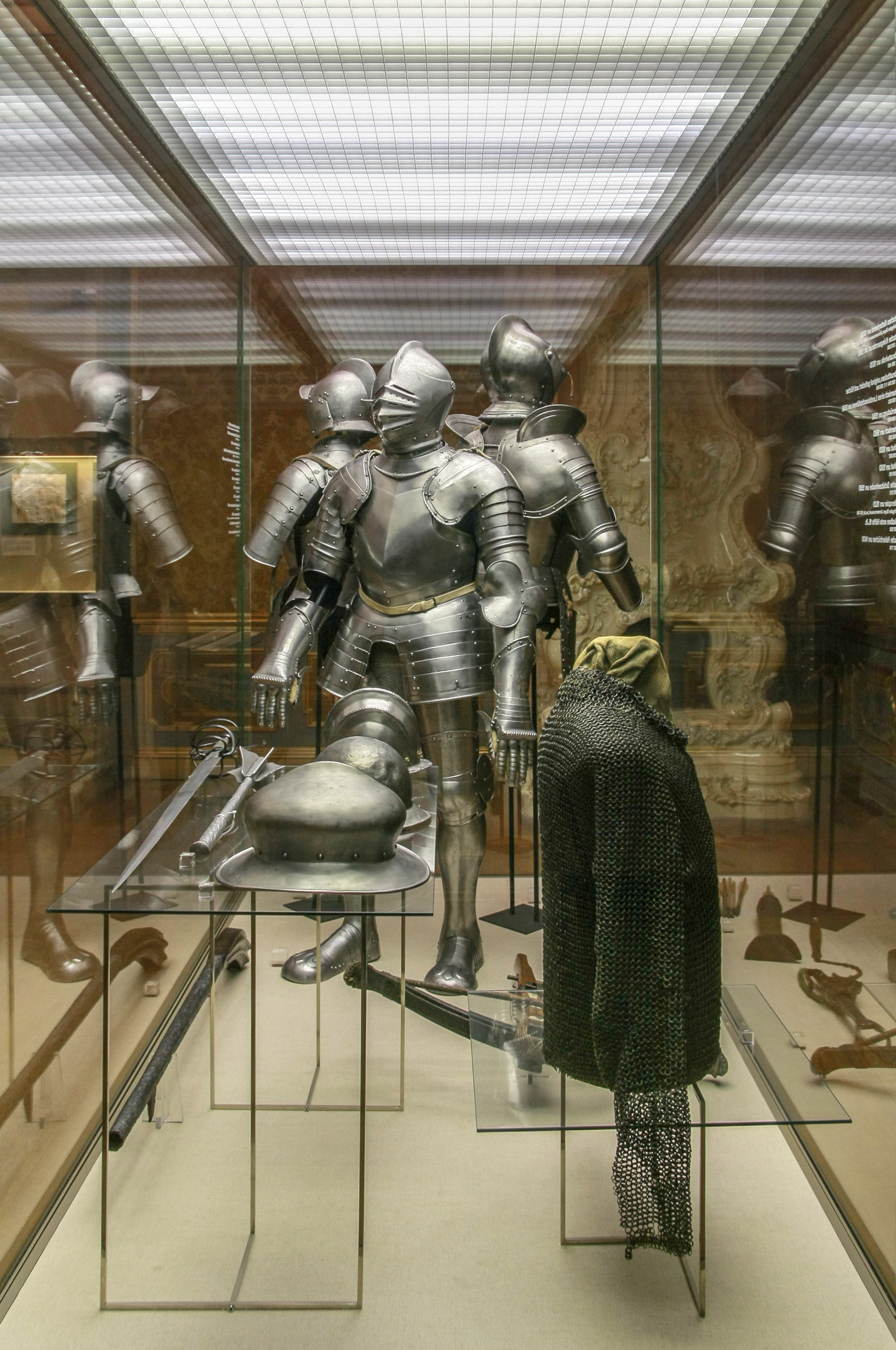
Armures médiévales
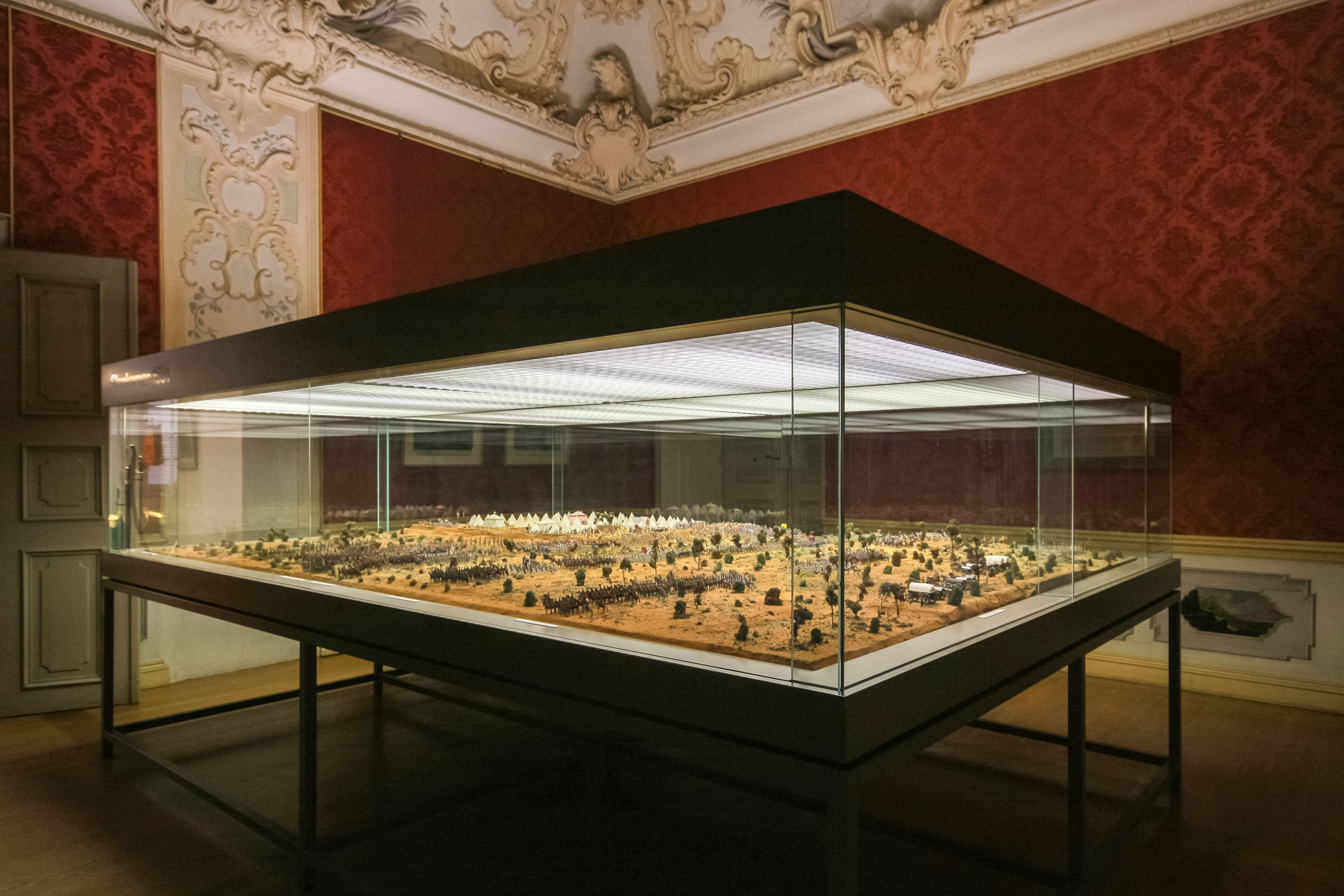
Diorama de la bataille de Slankamen
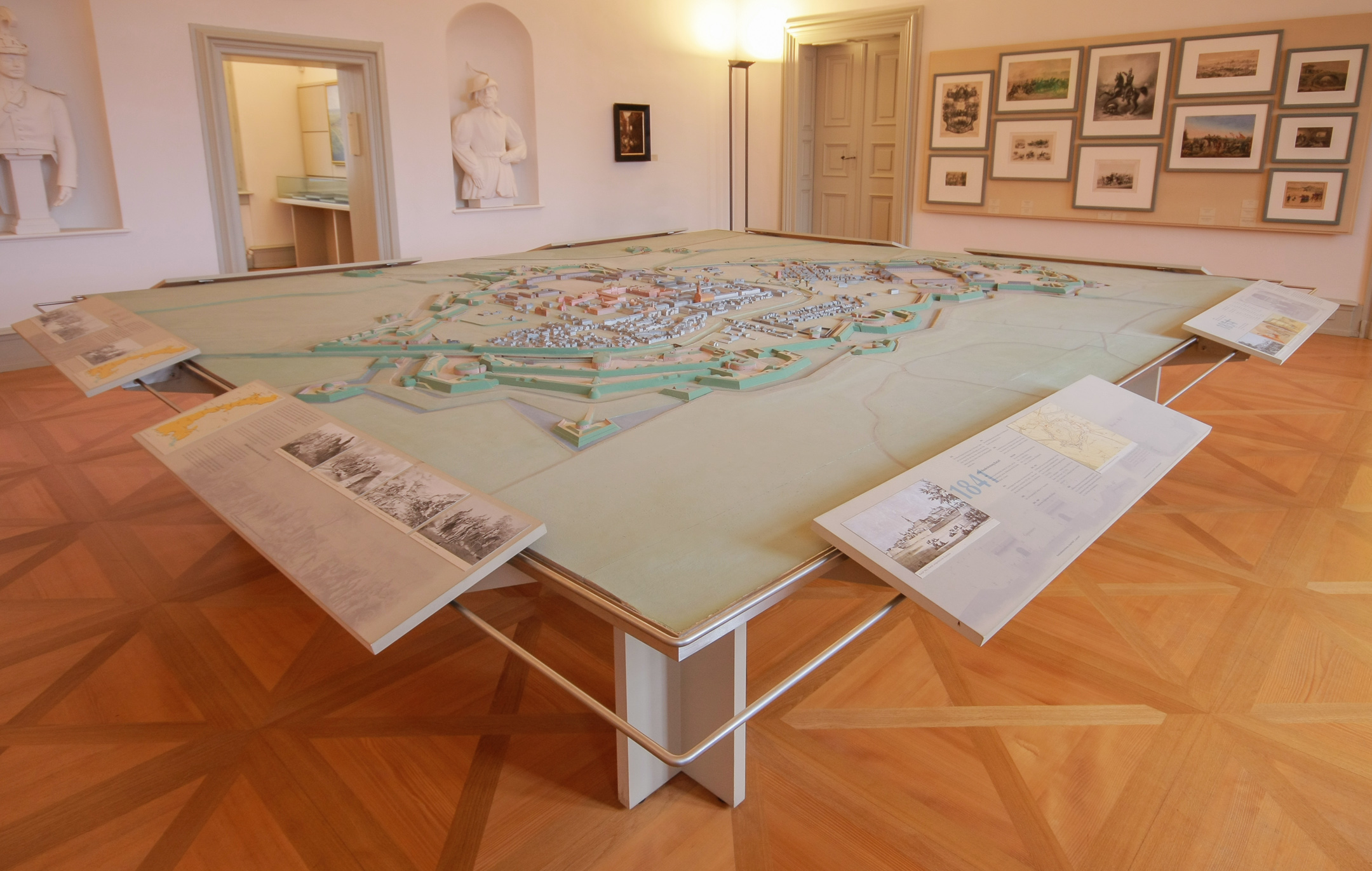
Plan-relief du Fort de Rastatt
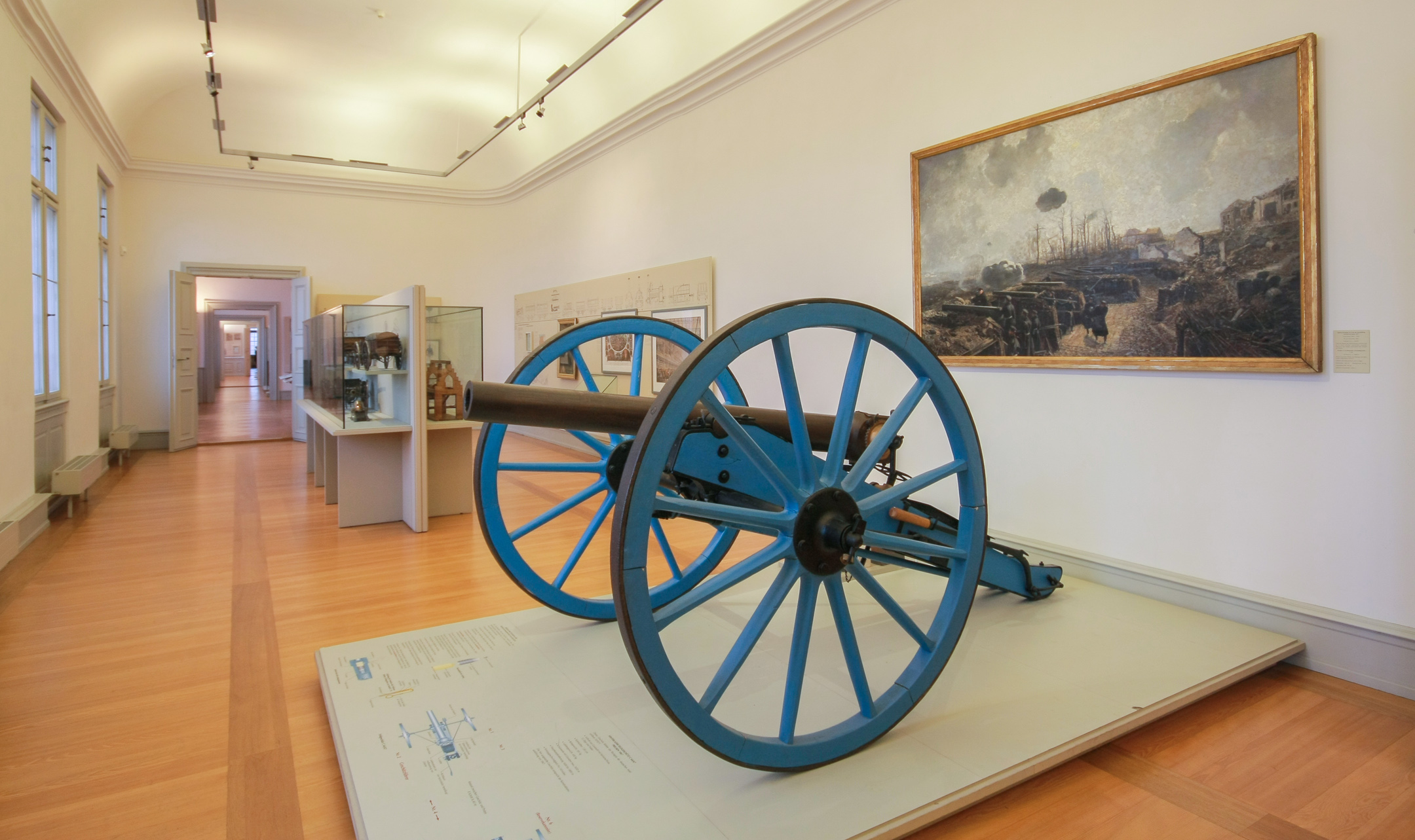
Pièce d'artillerie
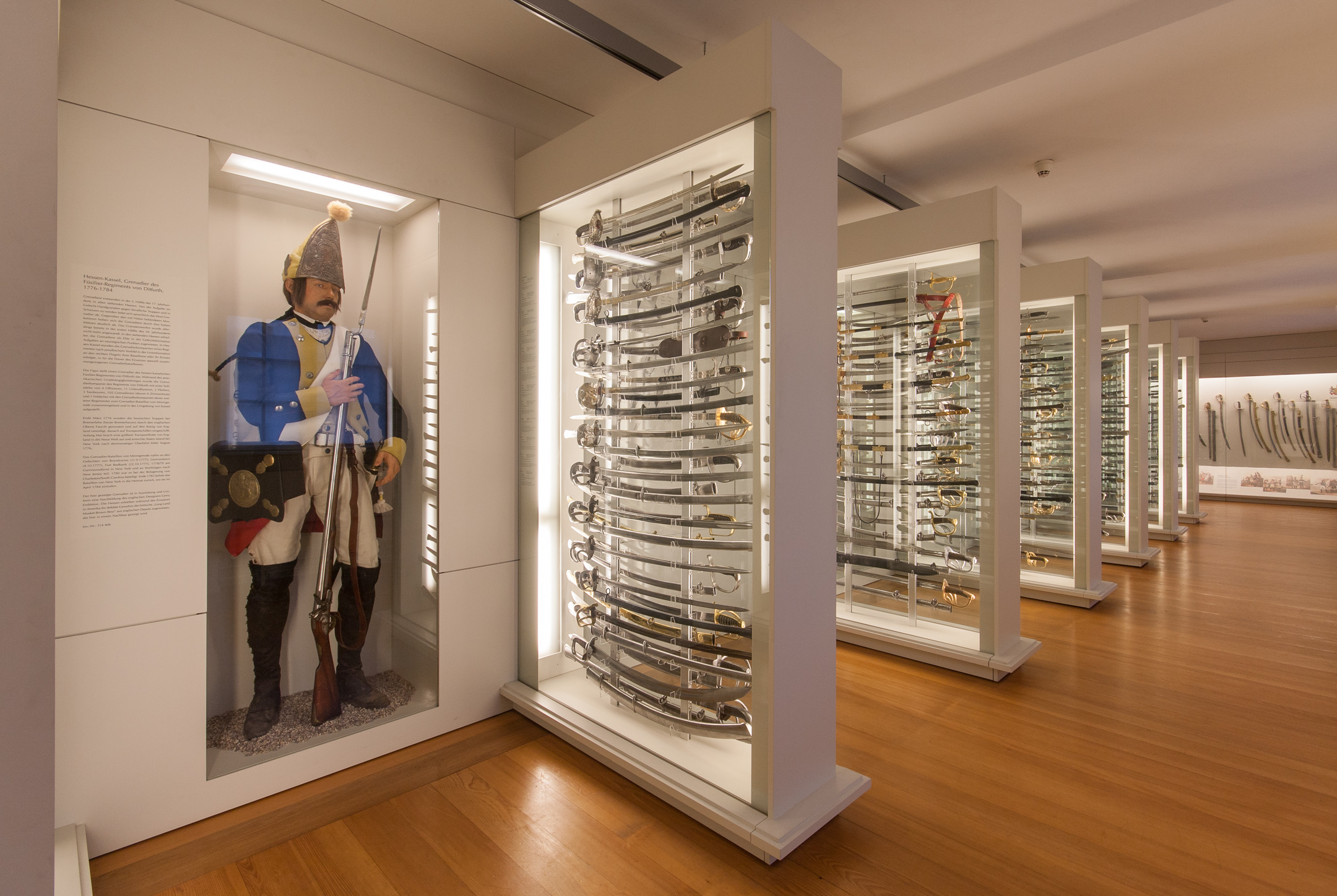
Collection d'armes banches
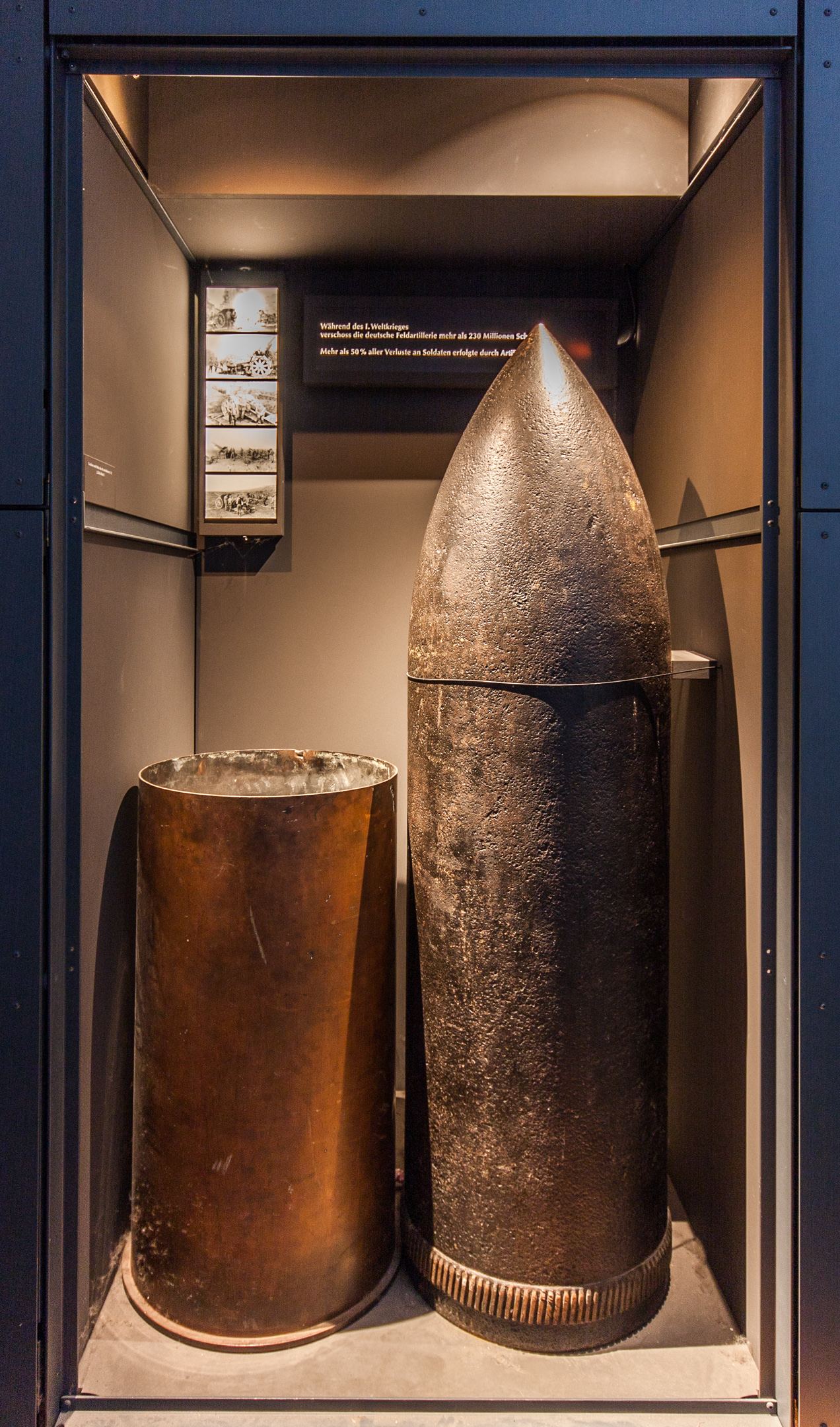
Obus et étui de la Grosse Bertha
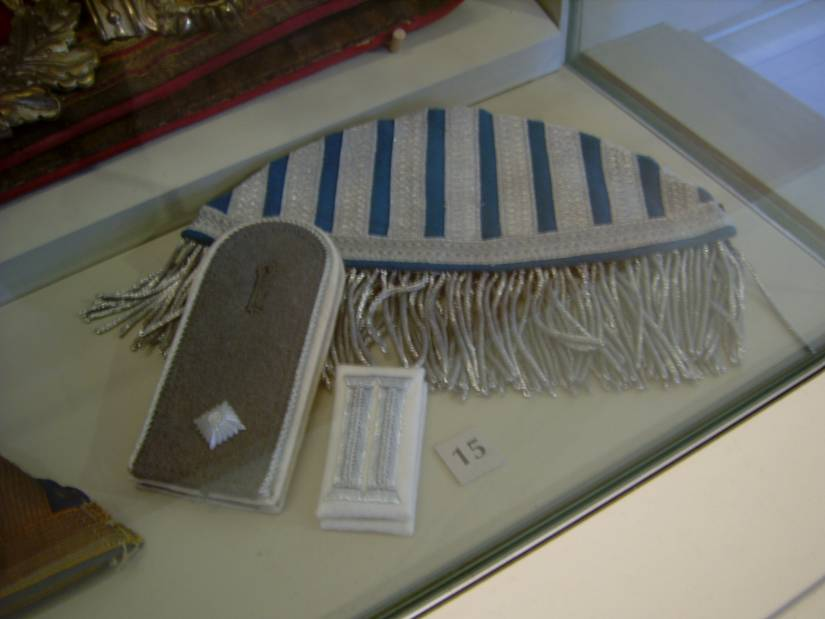
épaulettes et nid d'hirondelle (Schwalbennest) de musicien d'Allemagne
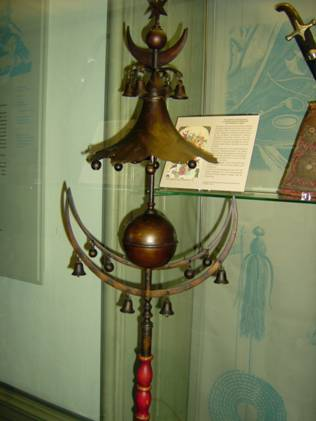
Chapeau chinois ottoman

## Voir également